# Tora (culture)
Objets typiques
Architecture monumentale
La culture Tora est une culture archéologique semi-légendaire ayant existé à Djebel Marra au Darfour, aujourd'hui au Soudan. Dans la tradition orale locale, les Tora sont décrits comme des « géants blancs » arrivant au Darfour depuis le nord, ce qui peut indiquer une possible origine berbère. La culture Tora tire d'ailleurs son nom du terme local « tura » signifiant « homme blanc ». On leur attribue l'introduction de l'architecture monumentale en pierre, de techniques avancées de travail de la pierre, ainsi que de techniques agricoles telles que la culture en terrasses, l'irrigation et la culture du palmier,. La culture Tora est remplacée au XIIe siècle par les Dadjo.

## Architecture
S'il n'est pas certain que la culture Tora ait jamais existé, les sites pré-Dadjo qui leur sont attribués sont bien réels. Les méthodes de constructions qui y furent employées apparaissent comme des développements locaux, différents de l'architecture des régions du Tchad et du Nil, mais tout de même de caractère fondamentalement africain. La maçonnerie massive est typique de l'architecture Tora, revêtue sur les deux côtés. Des gravats sont utilisés pour combler les murs, rendant les structures particulièrement solides. L'architecture Tora est caractérisée par des constructions rondes , dont les plus importantes sont les palais, atteignant jusqu'à 200 - 400 m de diamètre. Habituellement formés de huttes de pierre encerclées d'un mur, ils sont bâtis aux sommets de collines. Le mur est soit divisé ou couplé afin de présenter deux enceintes séparées, avec deux entrées situées aux côtés opposés, permettant probablement de séparer hommes et femmes.
L'architecture Tora est adoptée par le royaume Dadjo lui succédant et reste en usage, sous une forme modifiée, sous la domination du royaume Toundjour et des premiers sultans de la dynastie Keira (en). Elle est ensuite remplacée par de nouvelles méthodes de constructions, dont l'usage de la brique cuite, vers 1700.